# Parigi-Bruxelles 1995
La Parigi-Bruxelles 1995, settantacinquesima edizione della corsa, si svolse il 14 settembre 1995 su un percorso di 252 km, con partenza da Noyon e arrivo ad Anderlecht. Fu vinta dal belga Frank Vandenbroucke della Mapei-GB-Latexco davanti al suo connazionale Frank Corvers e al danese Rolf Sørensen.

## Ordine d'arrivo (Top 10)
| Pos. | Corridore           | Squadra                      | Tempo    |
| ---- | ------------------- | ---------------------------- | -------- |
| 1    | Frank Vandenbroucke | Mapei-GB-Latexco             | 5h53'00" |
| 2    | Frank Corvers       | Lotto-Isoglass               | s.t.     |
| 3    | Rolf Sørensen       | MG Boys Maglificio-Technogym | a 1"     |
| 4    | Wilfried Nelissen   | Lotto-Isoglass               | a 3"     |
| 5    | Johan Museeuw       | Mapei-GB-Latexco             | s.t.     |
| 6    | Christophe Capelle  | Gan                          | s.t.     |
| 7    | Rolf Järmann        | MG Boys Maglificio-Technogym | s.t.     |
| 8    | Johan Capiot        | Cantina Tollo                | s.t.     |
| 9    | Max van Heeswijk    | Motorola                     | s.t.     |
| 10   | Lars Michaelsen     | Festina-Lotus                | s.t.     |